# Goede Herderkerk (Geldrop)
De Goede Herderkerk was een Nederlands Hervormd kerkgebouw, gelegen aan de Meeuwenhof te Geldrop.
Deze modernistische kerk werd ontworpen door C. Valstar. In 1964 werd ze in gebruik genomen. Ze verving het oude kerkje aan de Hofstraat.
Het was een laag, vlak gebouw met een losstaande open betonnen toren en 300 zitplaatsen. Er waren bijgebouwen voor andere activiteiten.
Ook de gereformeerden kerkten hier al in een vroeg stadium. Het Samen op Weg-proces kwam in Geldrop al vroeg op gang en reeds in 1970 vormden hervormden en gereformeerden hier een federatie. Diensten werden beurtelings in de Goede Herderkerk en in de Gereformeerde kerk 't Kruispunt gehouden.
Door de ontkerkelijking werd het echter noodzakelijk om een van de twee kerkgebouwen af te stoten. Dit werd de -wat decentraal gelegen- Goede Herderkerk. In 1992 werd de kerk afgestoten en in 1994 werd het gebouw verkocht om in 1995 te worden gesloopt, waarna er op deze plaats appartementen werden gebouwd.